# آرکادی وولوژ
آرکادی یوریویچ وولوژ (روسی: Арка́дий Ю́рьевич Во́лож؛ زادهٔ ۱۱ فوریهٔ ۱۹۶۴) کارآفرین، استاد دانشگاه و سرمایه‌دار اهل روسیه است، که بنیانگذار و مالک شرکت یاندکس می‌باشد.